# Saint-Pierre-de-Chartreuse
Saint-Pierre-de-Chartreuse is een gemeente in het Franse departement Isère (regio Auvergne-Rhône-Alpes). De gemeente maakt deel uit van het arrondissement Grenoble en het kanton Saint-Laurent-du-Pont. Saint-Pierre-de-Chartreuse telde op 1 januari 2022 935 inwoners.
De Grande Chartreuse, het moederklooster van de Kartuizers, ligt in deze gemeente. De plaats ligt midden in de Chartreuse, ten noorden van de stad Grenoble.

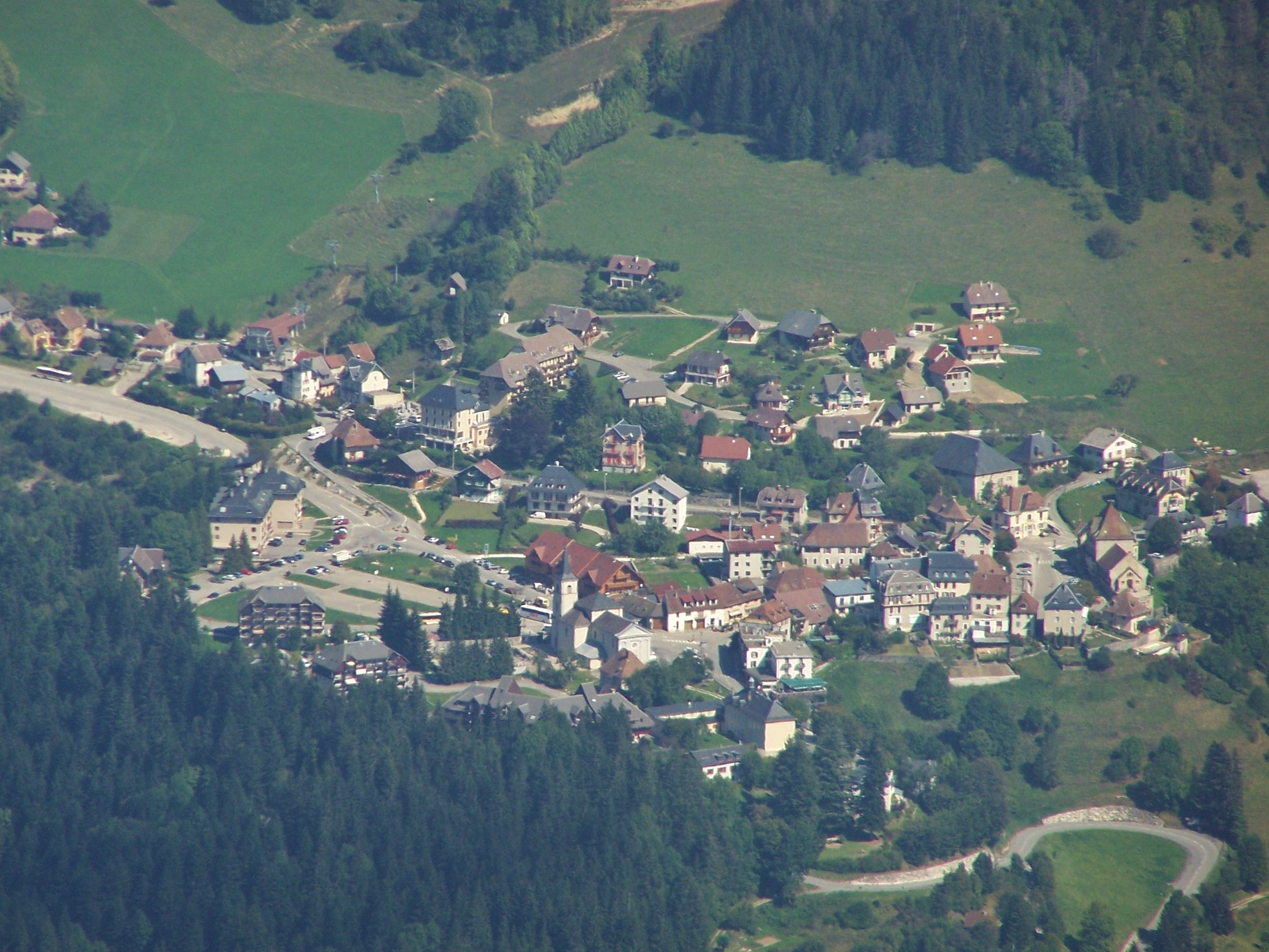
Saint-Pierre-de-Chartreuse
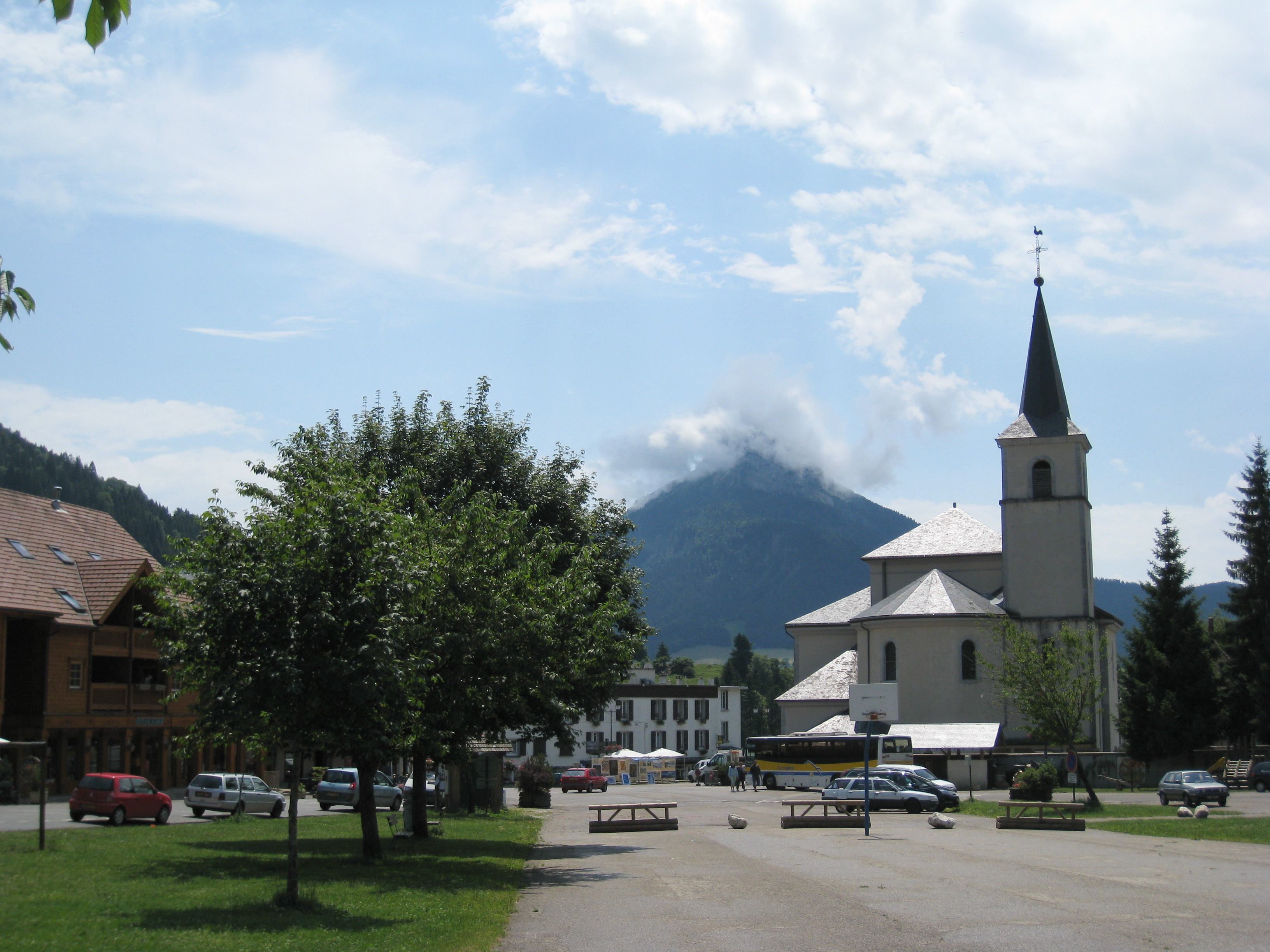
Saint-Pierre-de-Chartreuse
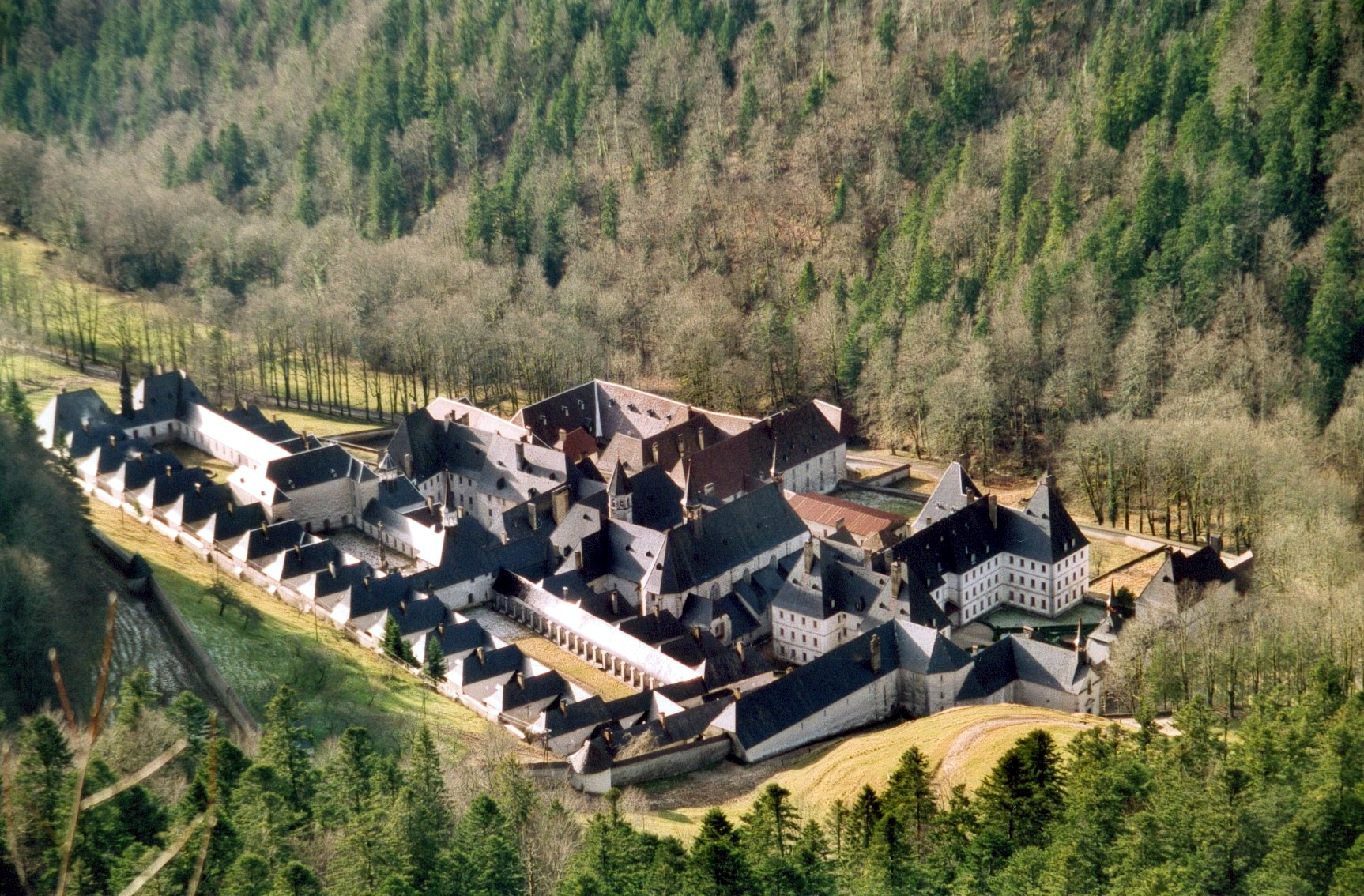
La Grande Chartreuse
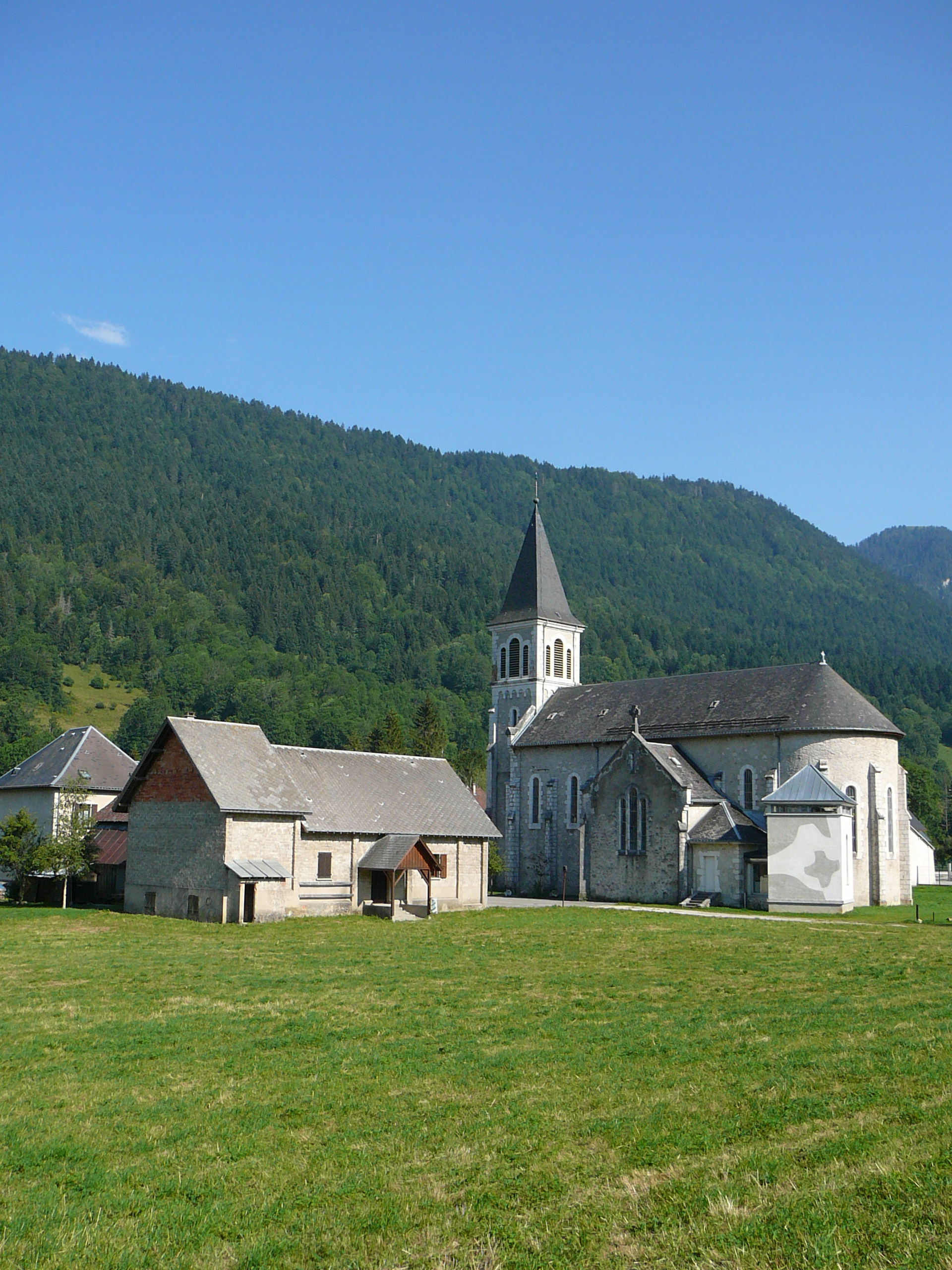
Kerk van Saint-Pierre-de-Chartreuse

## Geografie
De oppervlakte van Saint-Pierre-de-Chartreuse bedroeg op 1 januari 2022 80,12 vierkante kilometer; de bevolkingsdichtheid was toen 11,7 inwoners per km². Tot de gemeente behoren ook de dorpen Saint-Hugues-de-Chartreuse en La Diat.

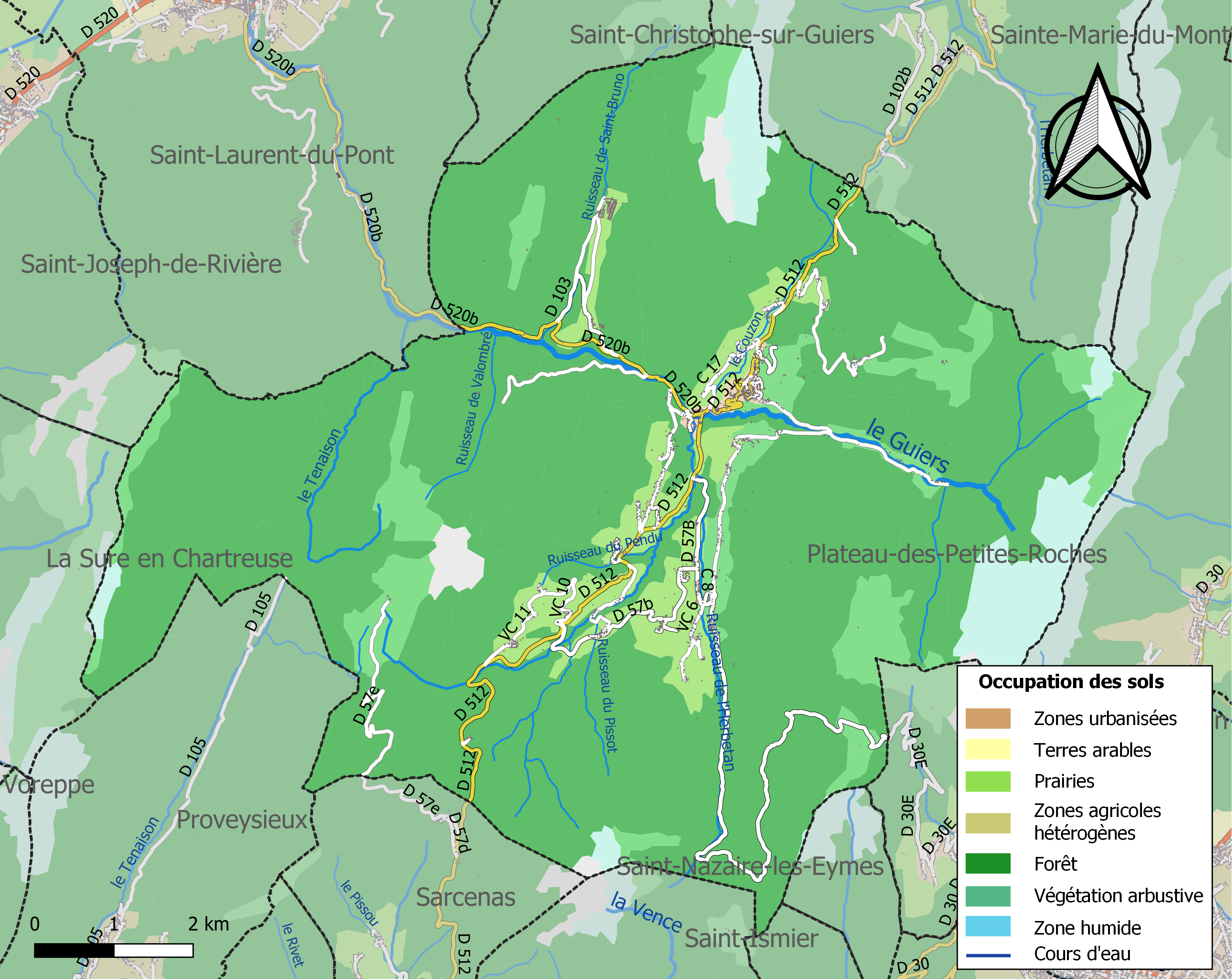
Kaart van de gemeente met de belangrijkste infrastructuur, bodemgebruik en omliggende gemeenten

## Demografie
Onderstaande figuur toont het verloop van het inwonertal (bron: INSEE-tellingen).